# Rio Dois Rios
O Rio Dois Rios é um rio brasileiro do estado do Rio de Janeiro. É formado pela confluência do Rio Negro com o Rio Grande, junto à divisa dos municípios de São Fidélis, Itaocara e São Sebastião do Alto, e deságua no rio Paraíba do Sul, sendo um de seus principais afluentes pela margem direita. 
Na bacia do rio Dois Rios, situa-se a cidade fluminense de Nova Friburgo.